# جيمي جوزيف
جيمي جوزيف (بالإنجليزية: Jamie Joseph)‏ هو لاعب اتحاد الرغبي نيوزيلندي، ولد في 21 نوفمبر 1969 في بلنهيم في نيوزيلندا.

## وصلات خارجية
- جيمي جوزيف عل موقع إسبنسكروم (الإنجليزية)